# Aogashima
Aogashima (Japans: 青ヶ島) is een eiland en gelijknamige plaats in Hachijosub-prefectuur behorende tot de prefectuur Tokio in Japan. Het eiland maakt onderdeel uit van de Izu-archipel. Het bestaat uit in totaal vier caldeiras, waarvan twee duidelijk zichtbaar zijn. Het dorp Aogashima ligt verspreid over het eiland en daarmee in de caldeira.

## Geschiedenis
Prehistorische uitbarstingen zijn bekend door middel van koolstofdatering. De oudste bekende uitbarsting is rond 1800 voor Christus (met een foutmarge van 100 jaar) en had een kracht van VEI 2. Een uitbarsting van rond 600 voor christus (foutmarge van 200 jaar) had een kracht van VEI 4. De laatste uitbarsting was gedurende een periode van juli 1780 tot en met ca. mei 1785. In eerste instantie was dat alleen van de kleine piek Maruyama, maar later mogelijk ook van de grote caldeira waar de Maruyama in ligt. Bij deze uitbarsting heeft ongeveer de helft van de dan nog 327 bewoners het leven gelaten. Het duurde nog ongeveer 50 jaar voordat de bewoners weer terugkeerden.

## Geologie
Het eiland Aogashima bestaat voornamelijk uit basalt. De stratovulkaan ligt op ongeveer 358 km zuidelijk van Tokio in de Filipijnenzee. Het eiland heeft een oppervlakte van 5,98 km2, met een lengte van 3,5 km en een breedte van 2,5 km. Het zuidelijke deel van het eiland wordt gevormd door de 1,7 x 1,5 km brede caldeira Ikenosawa, waarin de tweede piek gelegen is. Deze piek heet Maruyama en is 223 meter hoog. De hoogste piek op het eiland is echter een deel van de buitenste kraterrand, deze piek heet Otonbu.
Op het eiland komen verspreid verschillende fumarolen voor. Een aantal daarvan worden gebruikt als natuurlijke sauna. Door de vulkanische activiteit zijn er ook warmwaterbronnen. De publieke sauna (met bad en warme douches) in het midden van het eiland wordt ook gebruikt om eten te bereiden.
Ondanks het kleine formaat van het eiland reizen de bewoners hoofdzakelijk met de auto, omdat het er veel en hard waait en ook veel regent.